# Мазюкевич, Михаил Никитич
Михаил Никитич Мазюкевич (1829—1905) — генерал-лейтенант русской императорской армии.

## Биография
Родился 29 января (10 февраля) 1829 года. Отец — военный врач Никита Васильевич Мазюкевич (?—1859), окончивший в 1821 году Императорскую медико-хирургическую академию; с 24 февраля 1854 года — статский советник и главный доктор Николаевского морского госпиталя.
Образование начал получать в 1842 году в кондукторской роте учебного морского рабочего экипажа, откуда 21 августа 1846 года был выпущен инженер-прапорщиком в Корпус корабельных инженеров. С 1848 по 1852 год находился в Николаевской инженерной команде, затем переведён в Севастопольскую инженерную команду и был командирован в село Березневатое для постройки церкви. Участвовал в Крымской войне. С 15 апреля 1856 года — поручик, с 1 января 1862 года — капитан.
С 1859 года находился в распоряжении строителя Керчь-Еникальских укреплений, был командирован для работ в Главное общество российских железных дорог.
С 1863 года находился в Кронштадтской инженерной команде и с 1864 году учился в Николаевской инженерной академии, которую в 1866 году окончил по 1-му разряду; с 31 марта 1868 года — подполковник, с 1 ноября 1873 — полковник.
Участвовал в стратегической рекогносцировке реки Неман (1875), затем участвовал в проведении стратегического инженерного обзора окрестностей крепостей Брест-Литовск и Ивангород (1876), участвовал в разработке программ для действий при приведении крепостей в военное положение (1876). Перед началом русско-турецкой войны произвёл с румынского берега рекогносцировку пунктов, удобных для переправ (1877), во время войны был штаб-офицером для особых поручений при начальнике инженеров действующей армии, в 1878 году находился в распоряжении Главного инженерного управления, затем — в Петербургском крепостном инженерном управлении.
С 10 января 1884 года по 28 марта 1885 года был в запасе. С 10 ноября 1886 года — командир 70-го пехотного резервного батальона, с 20 ноября 1889 года — командир 38-го Тобольского пехотного полка, с 28 октября 1891 года — командир 2-й бригады 4-й пехотной дивизии, с 28 ноября 1898 года — командир 1-й бригады той же дивизии. Высочайшим приказом от 9 октября 1899 года был уволен от службы с производством в генерал-лейтенанты, с мундиром и с пенсией.
Умер в Варшаве в 1905 году.
Имел со своей женой, Агриппиной Фёдоровной, 7 детей (в их числе — Сергей, родившийся в 1882 году</ref>).

## Награды
- орден Св. Анны 3-й ст. (1865)
- орден Св. Владимира 4-й ст. за 25 лет (1870)
- орден Св. Станислава 2-й ст. (1871)
- орден Св. Анны 2-й ст. (1876)
- золотое оружие «За храбрость» (1877), «в награду отличной храбрости и распорядительности, оказанных при постройке второго моста через Дунай у Зимницы»
- орден Св. Владимира 3-й ст. с мечами (1878)
- румынский железный крест (1878)
- орден Св. Станислава 1-й ст. (1896)